# バラーノ・ディスキア
バラーノ・ディスキア（イタリア語: Barano d'Ischia）は、イタリア共和国カンパニア州ナポリ県にある、人口約1万人の基礎自治体（コムーネ）。
ナポリ湾西部に浮かぶイスキア島にあるコムーネの一つ。

## 地理

### 位置・広がり
ナポリ県のコムーネ。県都ナポリから西南西へ34kmの距離にある。

#### 隣接コムーネ
隣接するコムーネは以下の通り。
- カザミッチョラ・テルメ
- イスキア
- セッラーラ・フォンターナ

## 行政

### 分離集落
バラーノ・ディスキアには、以下の分離集落（フラツィオーネ）がある。
- Piedimonte, Barano, Fiaiano, Buonopane, Testaccio d'Ischia